# Lateosepsis laticornis
Lateosepsis laticornis är en tvåvingeart som först beskrevs av Oswald Duda 1926.  Lateosepsis laticornis ingår i släktet Lateosepsis och familjen svängflugor.
Artens utbredningsområde är Colombia. Inga underarter finns listade i Catalogue of Life.